# Tricycleala
Tricycleala este un gen de muște din familia Calliphoridae.

Cladograma conform Catalogue of Life:
| Tricycleala | \| \| Tricycleala dubia \| \| \| \| \| \| Tricycleala maculipennis \| \| \| \| |
|             | \| \| Tricycleala dubia \| \| \| \| \| \| Tricycleala maculipennis \| \| \| \| |
|             | Tricycleala dubia                                                              |
|             |                                                                                |
|             | Tricycleala maculipennis                                                       |
|             |                                                                                |